# Anagonia lateralis
Anagonia lateralis là một loài ruồi trong họ Tachinidae.